# Маньяжка
Маньяжка — река в России, протекает по Сорочинскому району Оренбургской области. Устье реки находится в 394 км по левому берегу реки Самара в черте города Сорочинск. Истоки лежат в окрестностях поселка Сборовский. Длина реки составляет 14 км.
Площадь водосборного бассейна — 81,7 км².

## Данные водного реестра
По данным государственного водного реестра России относится к Нижневолжскому бассейновому округу, водохозяйственный участок реки — Самара от Сорочинского гидроузла до водомерного поста у села Елшанка. Речной бассейн реки — Волга от верховий Куйбышевского вдхр. до впадения в Каспий.
Код объекта в государственном водном реестре — 11010001012112100006464.